# 礼文空港

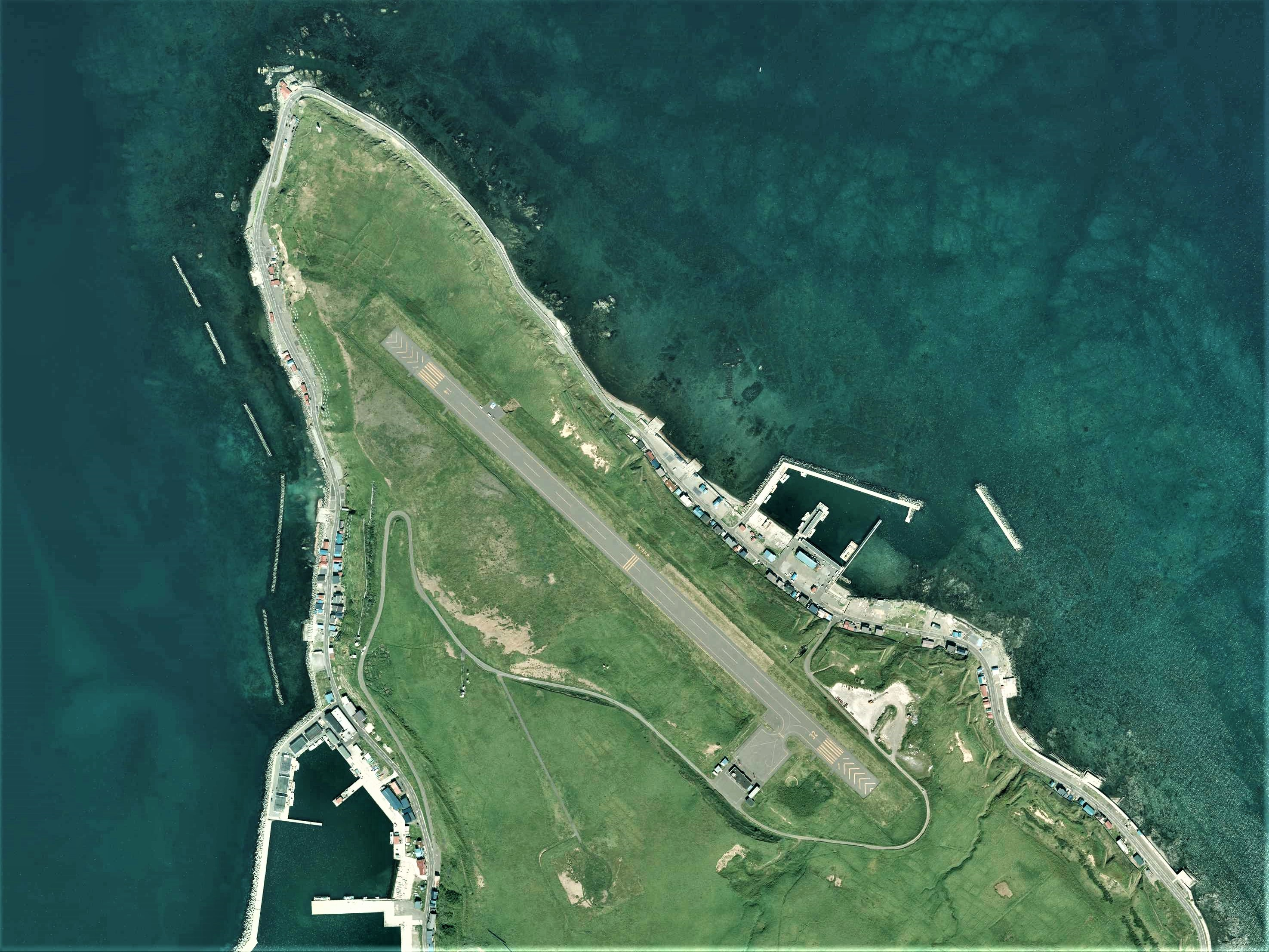
礼文空港付近の空中写真。
2014年9月3日撮影。三方を海に囲まれた立地にある。

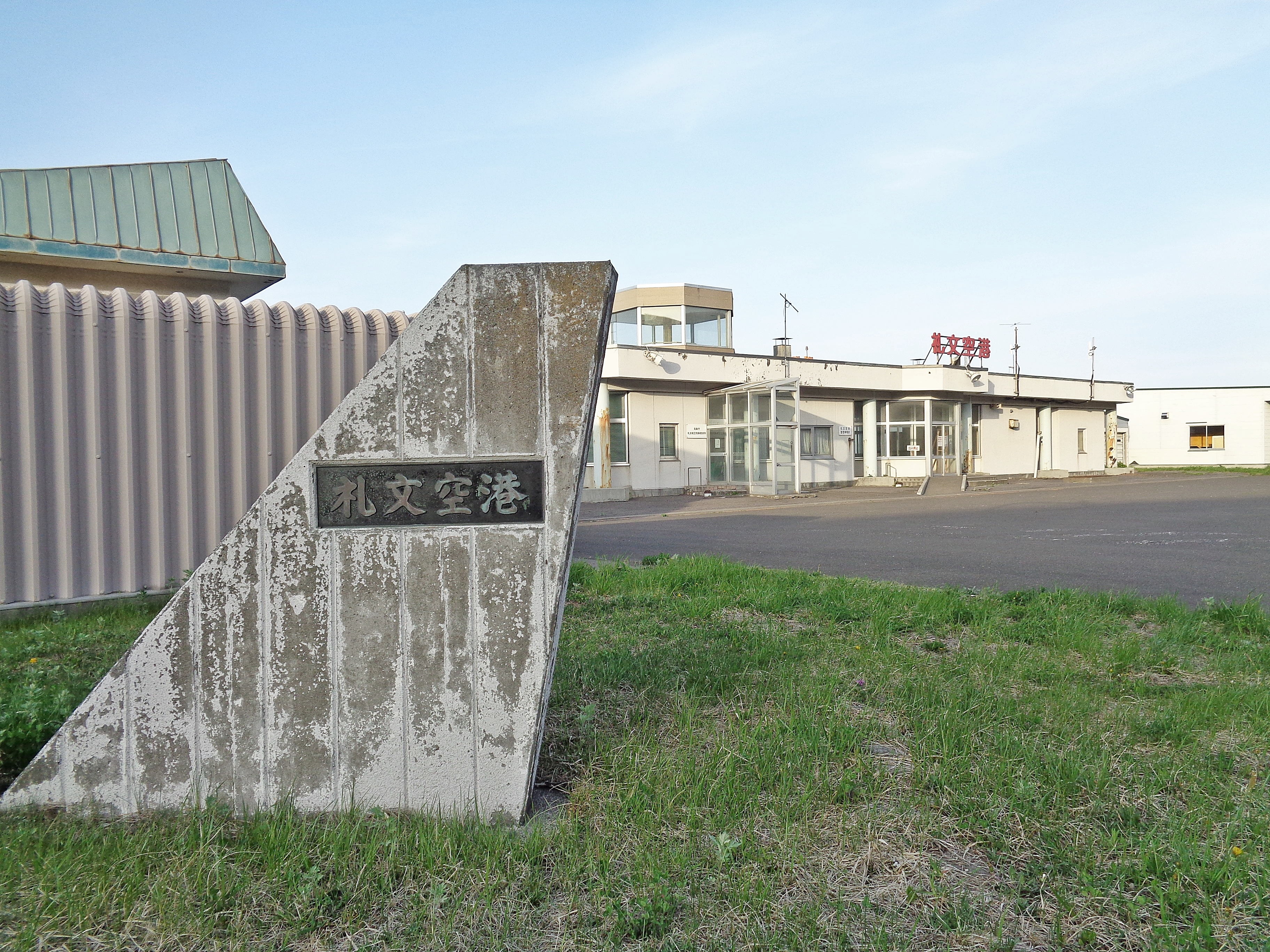
礼文空港の標柱

礼文空港（れぶんくうこう、英: Rebun Airport）は、北海道礼文郡礼文町（礼文島）船泊村幌泊にある地方管理空港（旧・第三種空港）。日本最北端の空港であり、かつ休港中の空港である（ヘリコプターによる急患搬送などを除く）。
空港の建物は塗装の剥がれなど劣化がみられるものの、礼文町は航空路線の再開を希望しており、北海道庁が年間400万円を支出して維持管理している。冬季は駐機場の除雪も行われている。空港内に気象庁航空地方気象台による、航空気象観測所が設置されている。

## 概要
設置管理は北海道知事が行っている。 
- 種類 地方管理空港（休止中）
- 所在地 北海道礼文郡礼文町船泊村幌泊
- 面積 11ha
- スポット 小型機用2機分

礼文空港は礼文島の北東にあり、市街地から23km（車で約30分）に位置する離島空港である。開港前の礼文島は、天候悪化でフェリーが運休すると本土から孤立してしまうという有様だった。そのため、住民は空港を熱望していたとされる。
かつてはエアー北海道が、自治体の支援を受けながら礼文空港～稚内空港線を19人乗りコミューター機のDHC-6で運航していたが、空港が礼文島の中心である礼文島南部の香深地区から最も遠い、島の北端に立地することもあり、廃止までの約25年間で約30万人の利用に留まり、平均搭乗率が約20%と低迷したため、2003年（平成15年）3月31日の運航をもって廃止された。
その後は定期便はなく、緊急輸送等のみが行われる状況であった。2008年度の空港利用は、プライベート機や自衛隊による急患輸送を含めわずかに24回程度であった。
北海道の財政が逼迫していることもあって、今後の在り方について廃港も含めて検討され、2009年4月9日0:00(JST)から2015年3月31日0:00(JST)まで供用休止し、同じく2015年3月31日まで礼文空港滑走路14/32の進入角指示灯及び滑走路末端識灯の供用も休止された。
2014年（平成26年）12月15日、国土交通省が休止期間を2021年3月31日までの6年間延長したことが報じられている。北海道庁は2021年2月3日、北海道議会新幹線・総合交通体系特別委員会で、休止を2026年3月末まで5年延長することを報告した。
滑走路は14/32方向に800mであり、平行誘導路は無く、ターニングパッドも備えていない。着陸帯の幅は60mと狭く、計器着陸には対応できない。礼文町は、発着距離が短い機体であれば航空路線再開は可能との見解を示している。
空港ターミナルビルは滑走路南側に1棟。ボーディングブリッジは設置されていない。空港ターミナルビルに隣接するエプロンにはプロペラ機用2バースを有する。

## 沿革
- 1978年（昭和53年）6月1日 - 開港。日本近距離航空により礼文空港～稚内空港線1往復の季節運航開始。使用機材はDHC-6[3]。
- 1984年（昭和59年）3月 - 礼文～稚内線1往復の通年運航開始。
- 1987年（昭和62年）4月1日 - 礼文～稚内線の運航会社が「日本近距離航空」から「エアーニッポン（ANK）」へ社名変更。
- 1991年（平成3年）11月 - 第6次空港整備五箇年計画において、礼文空港を移設移転し「新礼文空港」として新たに1500m級の滑走路を造る要望が盛り込まれる[9]。
- 1993年（平成5年）3月4日 - 進入角指示灯の供用開始。
- 1994年（平成6年）7月22日 - 礼文～稚内線の運航会社が「エアーニッポン」から「エアー北海道（ADK）」へ移管。
- 2003年（平成15年）4月1日 - 唯一の定期便だった礼文～稚内線1往復の廃止[4]。
- 2009年（平成21年）4月9日 - 供用休止（2009年（平成21年）4月9日から2015年（平成27年）3月31日までの間）に伴い無人化される。ただし急病患者の緊急搬送は引き続き行う[8]。
- 2015年（平成27年）4月1日 - 休止延長（2015年（平成27年）4月1日から2021年（令和3年）3月31日まで）[10]。
- 2021年（令和 3年）4月1日 - 休止延長（2021年（令和 3年）4月1日から2026年（令和8年）3月31日まで）[11]。

## アクセス

### バス
宗谷バス礼文営業所によって、定期便廃止以前の2003年3月末までは定期便に接続していた路線バスが運行されていたが、廃止以降の2003年4月からは運行されていない。
- 宗谷バスの香深～船泊線に「空港下」停留所があるが、そこから空港まで徒歩約10分かかる[12]。

### タクシー
- 礼文町船泊支所より約5分。
- 礼文町役場・香深港フェリーターミナルより約30分。

## 利用状況
国土交通省調べ『空港管理状況調書』による、乗降客数の数値は以下の通り。
| 年度         | 乗降客数（人） |
| ------------ | -------------- |
| 2000年度     | 3,590          |
| 2001年度     | 3,418          |
| 2002年度     | 3,232          |
| 2003年度以降 | 就航なし       |